# Wahl zur Beratenden Versammlung in Katar 2021
Die Wahl zur Beratenden Versammlung in Katar 2021 war die erste Wahl auf nationaler Ebene in der Geschichte des Landes. Gewählt wurden 30 ausschließlich männliche Kandidaten in die 45 Mitglieder umfassende Beratende Versammlung von Katar. 15 weitere Mitglieder werden von Scheich Tamim bin Hamad Al Thani ernannt. Die Wahl fand am 2. Oktober 2021 statt.
Wahlberechtigt waren Staatsbürger, deren Familien schon 1930 in Katar ansässig waren. Politische Parteien waren verboten.
Die Wahlbeteiligung lag bei 44 %.